# Monett
Monett é uma cidade localizada no estado americano de Missouri, no Condado de Barry e Condado de Lawrence.

## Demografia
Segundo o censo americano de 2000, a sua população era de 7396 habitantes.
Em 2006, foi estimada uma população de 8726, um aumento de 1330 (18.0%).

## Geografia
De acordo com o United States Census Bureau tem uma área de
16,9 km², dos quais 16,9 km² cobertos por terra e 0,0 km² cobertos por água. Monett localiza-se a aproximadamente 413 m acima do nível do mar.

## Localidades na vizinhança
O diagrama seguinte representa as localidades num raio de 16 km ao redor de Monett.